# بارت كامينغز
بارت كامينغز (بالإنجليزية: Bart Cummings)‏ هو مدرب خيول أسترالي، ولد في 14 نوفمبر 1927 في Burra, South Australia ‏ في أستراليا، وتوفي في 30 أغسطس 2015 في سيدني في أستراليا.